# Zen Arcade
Zen Arcade ist das zweite Studioalbum der US-amerikanischen Alternative/Punk-Band Hüsker Dü. Es erschien am 14. Juli 1984 unter dem Label SST Records und wird dem Genre Post-Hardcore zugerechnet. Es gilt als eines der bahnbrechenden Werke der Genres Hardcore Punk und Indie-Rock.
Das Konzeptalbum Zen Arcade erzählt die (geträumte) Geschichte eines jungen Mannes, welcher seinem tristen, gewalttätigen Elternhaus entflieht und sich seinen Platz in der Welt sucht. Die Realität gibt ihm aber auch nicht das Gefühl dazu zugehören, er findet nicht das, was er erhofft hatte, stattdessen wird er mit der Armee, Drogen und einer unglücklichen Liebe konfrontiert.

## Musikstil
Zen Arcade markiert den Wendepunkt vom traditionellen Punk bzw. Hardcore Punk hin zu einem melodischeren und gitarrengeprägten Stil. Es enthält viele weitere Stilelemente, z. B. Jazz, Psychedelic Rock und Folk. Das Album  fällt dadurch auf, dass der dem Genre Hardcore Punk zuzurechnende Stil an Tempo und Lautstärke einen Höhepunkt erreicht.

## Aufnahme und Produktion
Das Doppelalbum Zen Arcade wurde innerhalb von 45 Stunden eingespielt. Bis auf die Ausnahme von zwei Titeln genügte ein Take für die Aufnahme. Die Aufnahmekosten betrugen 3.200 Dollar.
Da das Label zunächst nur zwischen 3.500 und 5.000 Kopien presste, war das Album monatelang vergriffen.

## Versionen
Neben der Standard-Version als Doppel-LP wurde das Album auch als CD und MC vertrieben.

## Rezeption
Die Zeitschrift Rolling Stone setzte das Album auf Platz 33 von den 100 besten Alben der Achtziger.
Zen Arcade wird häufig in einem Atemzug mit London Calling der britischen Rockband The Clash oder „[…] eine Art Thrash-Quadrophenia.“ genannt.
Josef Gasteiger urteilte für laut.de: „Die Hüsker-Jungs legten auf, was Nirvana und Co. Jahre später in den Mainstream trugen. Ein Teelöffel Zucker zur Faust ins Gesicht.“

## Titelliste
Nachfolgend werden Titelnummer, Titel, Autor(en) und Länge genannt:
1. Something I Learned Today – Bob Mould – 1:58
2. Broken Home, Broken Heart – Mould – 2:01
3. Never Talking to You Again – Grant Hart – 1:39
4. Chartered Trips – Mould – 3:33
5. Dreams Reoccurring – Hart, Mould, Greg Norton – 1:40
6. Indecision Time – Mould – 2:07
7. Hare Kṛṣṇa – Hart, Mould, Norton – 3:33
8. Beyond the Threshold – Mould – 1:35
9. Pride – Mould – 1:45
10. I'll Never Forget You – Mould – 2:06
11. The Biggest Lie – Mould – 1:58
12. What's Going On – Hart – 4:23
13. Masochism World – Hart, Mould – 2:43
14. Standing by the Sea – Hart – 3:12
15. Somewhere – Hart, Mould – 2:30
16. One Step at a Time – Hart, Mould – 0:45
17. Pink Turns to Blue – Hart – 2:39
18. Newest Industry – Mould – 3:02
19. Monday Will Never Be the Same – Mould – 0:54
20. Whatever – Mould – 3:50
21. The Tooth Fairy and the Princess – Mould – 2:43
22. Turn On the News – Hart – 4:21
23. Reoccurring Dreams – Hart, Mould, Norton – 13:47